# Francisco Lazo Martí
Francisco Lazo Martí (Calabozo, Venezuela, 14 de marzo de 1869 - Maiquetía, Venezuela, 8 de julio de 1909) fue un poeta y médico venezolano. Junto con otros escritores venezolanos de gran renombre como Rómulo Gallegos, encabezó en los Estados Unidos de Venezuela el movimiento literario del criollismo, el cual buscaba alejarse de todo lo "exótico" y enaltecer lo propio y patrio.

## Biografía
Francisco Lazo Marti es el máximo exponente venezolano de lo que en la literatura se conoce como el nativismo criollo. La exaltación del campo, el repudio a la ciudad como espacio maligno y la contemplación del paisaje, el agro y la flora, fueron temas inspiradores que marcaron durante años la narrativa y la poesía venezolana. 
Lazo Martí, además de poeta, fue médico graduado de la Universidad Central de Venezuela, profesión que ejerció entre los pueblos de los llanos centrales, San Fernando de Apure, Puerto Nutrias, Zaraza, El Sombrero y su ciudad natal, Calabozo. 
Empieza como redactor en 1892, fundando el periódico El Legalista, a través del cual apoyó la Revolución Legalista de Joaquín Crespo y donde hace campaña contra el continuismo del Presidente Raimundo Andueza Palacio. Fue colaborador de El Cojo Ilustrado.
En 1897 regresa a Calabozo y se casa con Francisca Rodríguez, también llamada "Panchita". En 1900, Panchita presenta síntomas de tuberculosis. Lazo la lleva a un hato de Calabozo. En esta ciudad el poeta dicta clases de literatura en el Colegio de Primera Categoría, y es además, subdirector del plantel. 
En 1901 saca su obra cumbre, Silva criolla a un bardo amigo, donde impulsó el sentimiento convertido en movimiento literario de la poesía criollista, que contribuyó entre finales del siglo XIX y comienzos del XX, a hacer del llano un espacio simbólico en Venezuela, y en el que también se inscribieron autores como M.V. Romero García y Rómulo Gallegos. Este poema recoge algunos tópicos literarios antiguos y universales; su originalidad, dentro de la más pura tradición de la literatura indigenista, radica en adaptar estos lugares al ámbito sociocultural de la llanura, sabana o pradera venezolana, en donde el autor cree que se puede encontrar el amor de una mujer sencilla y la paz entre los seres humanos. Para escribir estaSilva criolla, Lazo Martí se sirvió de algunos ingredientes tomados de la prosa costumbrista y combinó otros elementos del romanticismo trágico con el ensueño y la evocación de su comarca natal.
Concluidas las labores docentes, va a reunirse con su esposa. La enfermedad no cede, causando el fallecimiento de Panchita en 1903. 
A fines de 1904 vuelve a Puerto Nutrias, donde lleva una discreta existencia. En 1905 se casa con Veturia Velazco Campins. Dejó prole. 
Desde Puerto Nutrias, Lazo Martí fue llevado a Calabozo en 1907, enfermo de hemiplejia. En 1909 fue trasladado a Caracas en busca de alivio para su mal, donde luego pasó a Maiquetía. 
El 8 de julio de 1909, falleció en Maiquetía a consecuencias de una apoplejía cerebral (Accidente Cerebrovascular)  
Su poesía, más que regionalista, es nativista, y convierte, según la crítica literaria, lo local en un valor histórico y universal. Entre sus poemas más destacados, además de su Silva Criolla a un bardo amigo, se encuentran poemas como Crepusculares, Veguera, Flor de Pascua y Consuelo.

## Obras

### Crepusculares
Sus Crepusculares las empieza a escribir entre 1893 y 1894 mientras ejerce la medicina en San Fernando de Apure. 
Ya para el año de 1895 publica en El Álbum, revista literaria dirigida por Emilio Machado, 33 de sus Crepusculares. El 12 de diciembre de 1896 en el periódico El Verbo Liberal, publica Invierno. 
Veguera aparece en el Cojo Ilustrado el 1 de septiembre de 1897, y Estival el 1 de diciembre de este mismo año. 
En 1905 publica en Fiat Lux, con otra enumeración las Crepusculares XXV (Hay tristezas…) y XXVI (A la mano impecable…),Posteriormente, en el mismo periódico reproduce para el 1 de febrero la Crepuscular XXVII (Por fuerza de atracción…) Para esa época sus Crepusculares llevan el nombre de Confidencias.
Francisco Lazo Martí dirá de sus Crepusculares en unos de sus viajes a Calabozo:

He querido llegar a la realización de una estructura dota de armoniosa apariencia estética. El soneto, con sus dos cuartetos colocados sobre la débil base de los tercetos, que aparecen delgados bajo la masa que los supera, ofrece un aspecto antiestético; es algo así como una mujer gorda con unas piernas flacas. En la Crepuscular se encuentra equilibrada la forma armónica: la apariencia esbelta y grácil sobre una base amplia y sólida (...) Algo así como una mujer de busto estrecho pero gracioso, sobre unas magníficas piernas. Y eso, indudablemente, luce mejor